# La Navidad de todos los perros
An All Dogs Christmas Carol (Una tierna historia navideña en Latinoamérica y Todos los perros van al cielo: Un cuento de Navidad en España) es una película animada de 1998, hecho directamente al VHS, pero también aparece en la televisión como el último episodio de la serie de animación Todos los perros van al cielo - la serie. Es la última y tercera película de "Todos los perros van al cielo". A diferencia de las dos primeras películas, el bulldog carface es el principal personaje de la historia de esta película (por lo general el protagonista Charlie estaba en las películas anteriores). Esta es también la única película en la que algo bueno le sucede a carface al final, porque se muere en el primer "Todos los perros van al cielo", que es comido por el Rey Lagarto, y "Todos los perros van al cielo 2" que fue llevado por bermellón al infierno.

## Argumento
La película adapta la historia de Charles Dickens 'Cuento de Navidad", usando los personajes de Todos los perros van al cielo.
Todos los preciosos perritos del Flea Bite Café esperan ansiosos la llega de unas magníficas Navidades. Hay paquetes con papel de regalo, decoraciones navideñas e incluso una considerable donación para Timmy, un cachorrillo adorable que necesita una operación. Pero las fiestas y la buena voluntad navideña no significan nada para Carface, un bulldog con muy malas pulgas. A Carface no le gustan las Navidades. De hecho, las odia. Por eso, con sus malvados colegas perrunos matòn y Belladona la diabólica prima de Anabelle, ha tramado un plan para chafar las fiestas a todo el mundo. Pero no ha contado con Charlie Barkin el pastor alemán, Itchy Itchiford el salchicha, Sasha la setter irlándes, quienes, con una pequeña intervención divina de Anabelle el ángel canino , idean un magnífico plan para salvar las Navidades y transformar a Carface en un auténtico héroe navideño.

## Reparto
| Personaje                     | Actor original        | Actor de doblaje       |
| ----------------------------- | --------------------- | ---------------------- |
| Charlie                       | Steven Weber          | Alfonso Obregón        |
| Itchy                         | Dom DeLuise           | Alejandro Villeli      |
| Cara Cortada/Ebenezer Scrooge | Ernest Borgnine       | Eduardo Borja†         |
| Killer                        | Charles Nelson Reilly | Herman López           |
| Sasha                         | Sheena Easton         | Cony Madera            |
| Belladona                     | Bebe Neuwirth         | Rocío Garcel           |
| Anabelle                      | Bebe Neuwirth         | Sylvia Garcel          |
| Timmy                         | Taylor Emerson        | María Fernanda Morales |